# Simulatorracing

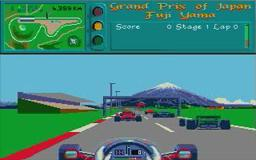
Körsimulator för Amiga: Vroom (1991)

Simulatorracing är ett samlingsnamn för datorspel som försöker efterlikna verklig racing, till skillnad mot så kallade arkadspel som till exempel Need for Speed-serien. Generellt sett säljer dessa simracingspel, till exempel svenska Simbins GTR och Papyrus NASCAR Racing 2003 Season i mindre volym än arkadspel, främst därför att det krävs mycket högre kunskaper och därmed mycket mer träning för att kunna bemästra dessa spel. Många simulatorracers ser det dock inte som ett spel, utan som en seriös hobby eller sport.
I och med utvecklingen av möjligheten att köra online, mot andra verkliga förare istället för datorstyrda bilar, är detta det närmsta verklig racing som många någonsin kommer. Flera verkliga racerförare använder dessutom simulatoracing-spel för att träna. Med den snabba utvecklingen av fysikmotorer och allt mer avancerad hårdvara blir spelen mer och mer lika verklig racing. Många upplever spänningen i att tävla mot andra människor över hela världen.

## Historik

### De tidiga åren
Det allra första racingspelet där man försökte simulera riktig racing var förmodligen REVS som släpptes 1986. REVS var en Formel 3-simulator av Geoff Crammond som utvecklades till Commodore 64 och BBC. Det skulle dock dröja till 1990 innan simulatorracing verkligen tog fart, då med Papyrus Indy 500 som utvecklades för 16-bitars hårdvara. I Indy 500 kunde man verkligen köra det legendariska loppet på 500 miles, med alla de moment som finns i den verkliga tävlingen, exempelvis ett motorhaveri efter flera hundra miles.
Nästa milstolpe var Formula One Grand Prix, släppt av Microprose och utvecklat av Geoff Crammond. Detta var ett stort steg för genren. Flerspelarläge (multiplayer) var möjligt genom att de olika förarna kunde turas om att köra i olika omgångar. Den tid man inte körde själv hade datorn kontroll över den egna bilen. En annan möjlighet var att koppla ihop datorerna via ett nollmodem, vilket gjorde det möjligt för båda förarna att ha kontroll över respektive bil samtidigt. Snart växte tävlingsserier fram där förarna fick redovisa sina rekord från enmansspel och därmed kunde jämföra sina tider med andra förare.
När Papyrus 1993 släppte efterföljaren IndyCar Racing slog det världen med häpnad. Senare släppte de flera tilläggspaket med banor och slutligen även ett paket med Indy 500-banan samt ett verktyg som gjorde att spelaren kunde måla sin bil efter eget tycke och smak.
Den första delen i Papyrus NASCAR-serie släpptes 1994. Helt nytt var SVGA-upplösningen på 640x480 vilket fick de tidigare spelen som endast presterade en upplösning på 320x200 att framstå som högst omoderna. Det var också med detta spel som de första trevande stegen mot online-racing togs.
1995 släpptes Indycar II som var en uppdatering av det ursprungliga spelet med bland annat en ny grafikmotor. Samma år släppte Microprose Grand Prix 2. Detta spel blev en succé, inte bara genom att det med hög detaljrikedom simulerade 1994 års Formel 1-säsong, utan också genom att användarna själva kunde skapa eget innehåll och dela med sig av detta via internet. Spelarna kunde skapa allt; förare, team, grafik, fysik, bilar och så småningom även egna banor. Flera offline-ligor växte fram, vilka nådde sin höjdpunkt under 1998.
1996 släpptes NASCAR 2 med nya förbättringar vilket fick antalet simulatorracers att explodera. Bland annat introducerades en tjänst för flerspelarläge.

### Grafiken utvecklas
Snart började det utvecklas grafikkort för spel, så kallade 3D-kort, vilket snart förde spelen till en annan nivå både när det gällde grafik och fysik. F1RS från Ubisoft var bland de första att använda den nya teknologin när det släpptes 1997. Bland annat kunde spelaren nu njuta av texturmappning, kantutjämning, partikeleffekter (till exempel dimma, regn och snö) och kapaciteten för att beräkna polygoner förbättrades kraftigt, samtidigt som datorns processor belastades mindre.
1998 släppte Papyrus sitt numera legendariska spel Grand Prix Legends som baserades på 1967 års Formel 1-säsong. Det var mycket välgjort, framförallt när det gäller fysikmotorn och läget för online-spel. Det var detta spel som introducerade många spelare i simulatorracing-världen, tillsammans med senare varianter av NASCAR-spelen som använde GPL-motorn. Introduktionen av tredjepartsexpansioner för GPL - VROC (Virtual Racers Online Connection) - gav förarna möjlighet att ansluta sig till olika ligor och tävla mot varandra.
Efter flera års utveckling släppte Microprose Grand Prix 3 som använde en modernare grafikmotor. Detta spel gjorde dock många spelare besvikna då det trots allt inte var så stor skillnad mellan det och Grand Prix 2.

## Exempel på racingsimulatorer
- GT Racing (GTR)
- GT Legends (GTL)
- Live for Speed
- netKar Pro
- iRacing
- rFactor